# ADM-160 MALD
El ADM-160 MALD (Miniature Air-Launched Decoy) es un señuelo militar con forma de misil desarrollado por los Estados Unidos.
Utiliza una óptica de gradiente de índice para crear una sección radar equivalente que simula un ser un avión, con el fin de confundir los sistemas de defensa antimisiles.

## Descripción
Los drones señuelo de radar se utilizan para reducir la eficacia de las defensas aéreas enemigas. Para ello, un dron de este tipo dispone del llamado Signature Augmentation System (SAS), que es capaz de aumentar muchas veces la sección transversal del radar del dron. Además, MALD debería poder simular el perfil de radar preciso de un avión de combate o un bombardero. Como resultado, un dron MALD parece un avión de combate normal en el radar (por ejemplo, F-16 o F-15). Esta característica abre una amplia gama de posibilidades para debilitar y engañar a las defensas aéreas enemigas. Los drones MALD se pueden utilizar para alejar a los cazas enemigos de su propio avión, permitiéndoles alcanzar sus objetivos sin obstáculos. La defensa aérea enemiga también puede estar "saturada" con drones MALD, es decir. h. se le ofrecen más objetivos de los que puede luchar. Esta saturación beneficia a nuestros propios aviones, ya que ahora no se pueden combatir en absoluto o sólo de forma limitada.